# Polystachya bicalcarata
Espèce
Statut de conservation UICN

 VU A2c+3c; B2ab(iii) : Vulnérable
Polystachya bicalcarata Kraenzl. est une espèce de plantes à fleurs de la famille des Orchidaceae (les orchidées) et du genre Polystachya, présente au Cameroun, au Nigeria, en Guinée équatoriale et au Gabon. Elle figure sur la liste rouge de l'UICN comme espèce vulnérable (VU).

## Distribution
Au Cameroun, l'espèce a été observée à Buéa, au mont Cameroun, au mont Etinde (ou Petit mont Cameroun), au mont Koupé, à Muambong, sur les hauts plateaux du Lebialem, sur les monts Bamboutos et au mont Oku.

## Habitat
C'est une herbe épiphyte des forêts submontagnardes et montagnardes, présente entre 950 et 2 100 m. Elle a également été observée sur Cola sp. dans des plantations de café.